# بيتر جيلكريست (عسكري)
بيتر جيلكريست (بالإنجليزية: Peter Gilchrist)‏ هو عسكري بريطاني، ولد في 28 فبراير 1952.